# Der Specht kennt keine Kopfschmerzen
Der Specht kennt keine Kopfschmerzen (Alternativtitel: Der Specht zerbricht sich nicht den Kopf; Originaltitel: Не болит голова у дятла Ne bolit golowa u djatla) ist ein sowjetischer Spielfilm unter der Regie von Dinara Assanowa aus dem Jahr 1975.

## Handlung
Die Familie Muchin wohnt in einem Haus, mitten in einem großen parkähnlichen Garten. Bereits am frühen Morgen beginnt der jüngste der drei Brüder auf dem Balkon des Hauses mit seinen Übungen auf einer Geige. Zur gleichen Zeit fängt ein Specht an, lautstark gegen einen Baum zu klopfen. Als dann auch noch Mucha, wie Sewa, der 14-jährige mittlere Sohn der Muchins, genannt wird, im gleichen Takt wie der Specht auf sein, im Wintergarten stehendes, Schlagzeug einschlägt, reicht es dem großen Bruder Andrei, der noch schlafen will, völlig. Er steht auf, geht in den Wintergarten, schmeißt das Schlagzeug in den davorliegenden Teich und Mucha gleich hinterher. Andrei ist ein in der ganzen Stadt bekannter Basketballspieler, der für sein Spiel und auch das Training gern ausgeruht sein möchte. Da Mucha sich nun bereits im Wasser befindet, sucht er sein Schlagzeug zusammen und bringt die Teile an Land zum Trocknen.    
Durch diese Aktion kommt Mucha natürlich, am letzten Schultag vor den Ferien, zu spät zum Unterricht. Er kann gerade noch hören, wie die Lehrerin Tatjana Petrowna den Auftrag an die Klasse erteilt, zum neuen Schuljahr einen Aufsatz über die Ferienerlebnisse zu schreiben. Der Schüler Baton möchte aber lieber schreiben, mit wem er seine Ferien verbracht hat. Er hat aber auch zwei Schwimmflossen für Mucha mitgebracht, die dieser mitten im Unterricht anprobiert. Das bekommt die Lehrerin mit, weshalb er sich umgehend beim Direktor melden muss. Nach dem Unterricht wartet seine Mitschülerin Ira Fjodorowa mit seiner Schulmappe vor der Schule, bis er vom Direktor freigegeben wird. Gemeinsam begeben sie sich auf den Heimweg, auf dem sie sich wegen Nichtigkeiten streiten und trennen. Da er aber noch ihre Mappe trägt, bringt er sie in ihr Haus hinterher und lädt sie ins Kino ein. Sie geht in die Wohnung ihrer Eltern, zieht ihre Schulkleidung aus und trägt jetzt einen modischen Rock mit Pullover. Mucha, der sie das erste Mal ohne Schulkleidung sieht, ist angenehm überrascht und sagt ihr das auch. Vor dem Kino gibt er ihr eine Eintrittskarte, damit sie schon vorgehen kann, während er noch ein Eis besorgen will. Leider kommt er danach nicht in das Kino hinein, da der Film erst ab 16 Jahren zugelassen ist. Er schlendert nun durch die Stadt und beobachtet in einem Musikfachgeschäft, wie ein Kunde mehrere Sticks kauft. Diesem folgt er bis zum Probenraum seiner Gruppe und hört der beim Musizieren zu. 
Am nächsten Tag beginnt für die Schüler ein Praktikum in einer Druckerei. Muchas kleiner Bruder Mischa steht in dieser Zeit zu Hause wieder auf dem Balkon, um auf seiner Geige zu üben und beobachtet, wie mehrere Jugendliche Schrott aus den Kellerräumen des Hauses auf einen Handwagen laden, auch gleich das Schlagzeug mit entsorgen, das Mucha dort eingelagert hat und wozu sie extra durch den Nachbarn Stepan Stepanowitsch aufgefordert werden. Obwohl es Mischa von seiner Mutter telefonisch verboten wird, da einzuschreiten, rennt er den Schrottsammlern hinterher, kann diese überzeugen, das Schlagzeug wieder abzuladen und bringt es nun mühsam wieder nach Hause. Jetzt wird der Dachboden des Hauses Muchas neuer Übungsraum, den er auch sofort ausprobiert. Doch auch hier kommt Stepan Stepanowitsch, der in der Stadt als Friseur arbeitet, hoch und schafft es, das Instrument in den Garten zu werfen und somit spielunfähig zu machen. Als Mucha bei einem Spaziergang mit Ira am Friseurgeschäft vorbeikommt, versucht er Stepan Stepanowitsch mit Grimassen zu ärgern, was Ira nicht lustig findet und sich deshalb erneut mit ihm streitet. Bereits am nächsten Tag vertragen sie sich wieder und versprechen sich gegenseitig, sich nicht wieder zu streiten. 
Zum großen Streit zwischen Mucha und Ira kommt es, als sie behauptet, dass er nur durch seinen großen Bruder, den berühmten Basketballer, interessant ist. Obwohl sie das sicherlich nicht ernst gemeint hat, bezeichnet er sie noch als dumme Gans und geht. Sogar zum Praktikum geht er nicht mehr, da auch Ira dort anwesend ist. Als Baton dann auch noch behauptet, dass Mucha die Schule verlassen will, sucht Tatjana Petrowna das Gespräch mit Muchas Vater, um sich mit ihm über seinen Sohn zu unterhalten. Mucha denkt immer wieder an die vielen Erlebnisse mit Ira zurück und ist sehr unglücklich. Mischa schlägt vor, dass beide von zu Hause zu verschwinden, auch damit er nicht ständig zum Geigespielen gezwungen werden kann. In dem Moment kommt Stepan Stepanowitsch um die Ecke und zeigt beiden einen ausgestopften Specht, von dem er behauptet, es wäre der Klopfer aus dem Garten. Das muss der Friseur mit viel Wasser aus einem Schlauch auf seinem Körper büßen. 
Mucha sucht in der Wohnung einen schwarzen Stein, der eine Erinnerung an Ira darstellt, die diesen während eines Streits verloren hat und den Mucha mitnahm. Für sie war es ein Talisman. Als er hört, dass seine Oma den Stein in den Teich vor dem Haus geschmissen hat, springt er sofort hinein und beginnt zu suchen, bis er ihn gefunden hat. Mehrmals telefoniert Mucha mit Ira, jedoch schweigen sie sich am Telefon nur an. Um sich abzulenken, beginnt er gemeinsam mit Baton in einer Gruppe Musik zu machen. In seiner freien Zeit schleicht er ständig Ira hinterher, aber ohne sich bemerkbar zu machen. Sie will ihm einfach nicht aus dem Kopf gehen.
Für die nächsten Wochen fährt Mucha in ein Ferienlager. Hier erhält er eines Tages einen Brief von Ira, in dem sie ihm mitteilt, dass sie am nächsten Tag aus der Stadt wegziehen wird. Ihr Vater, der als Offizier bei der Armee dient, wird nach Murmansk versetzt. Sie fügt aber auch hinzu, dass sie bei ihrem letzten Streit unrecht gehandelt habe. Im strömenden Regen begibt sich Mucha auf den Weg in die Stadt, um Ira noch einmal zu sehen. Bis zur Abfahrt des Zuges hat sie die Hoffnung, dass Mucha zur Verabschiedung kommt. Der trifft aber erst ein, als der Zug bereits aus dem Bahnhof fährt und dem er noch lange hinterherläuft.

## Produktion und Veröffentlichung
Der von den Lenfilm-Studios in Farbe gedrehte Film hatte am 5. November 1975 unter dem Titel Не болит голова у дятла in der Sowjetunion Premiere.
Der Specht kennt keine Kopfschmerzen wurde am 3. März 1978 erstmals in der DDR im Kino aufgeführt und lief am 5. Mai 1979 zum ersten Mal im DFF. Im bundesdeutschen Fernsehen wurde der Film unter dem Titel Der Specht zerbricht sich nicht den Kopf am 19. März 1983 im ARD erstmals ausgestrahlt.